# Roberto Vacca
Roberto Vacca (Roma, 31 maggio 1927) è un ingegnere, matematico, divulgatore scientifico e scrittore italiano.

## Biografia

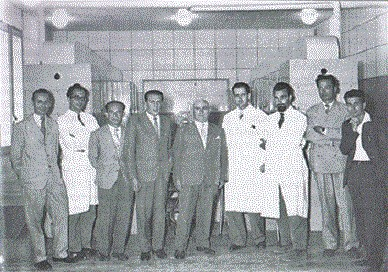
Roma 1955. I creatori del calcolatore FINAC: da sinistra, Corrado Böhm, Paolo Ercoli, Wolf Gross, Aldo Ghizzetti, Mauro Picone, Giorgio Sacerdoti, Roberto Vacca, Enzo Aparo e Dino Dainelli.

È discendente del ministro ottocentesco Giuseppe Vacca e del famoso ammiraglio Giovanni, fratelli legati alla città di Bitonto (BA) ed importanti esponenti del fenomeno del passaggio dei ceti dirigenti al Sud dall'età borbonica al Regno d'Italia.
Il padre, Giovanni Vacca, era un matematico e un noto studioso della cultura cinese mentre la madre, Virginia de Bosis, era un'orientalista che collaborò all'Enciclopedia Italiana e all'Encyclopaedia of Islam. Laureatosi alla Sapienza - Università di Roma nel 1951 in Ingegneria elettrotecnica, ha svolto fino al 1961 l'attività di ricercatore presso l'Istituto per le applicazioni del calcolo del CNR, occupandosi in particolare di uno dei primissimi calcolatori italiani, il FINAC.
Nel 1960 diventa libero docente in Automazione del Calcolo presso l'Università di Roma, dove svolge l'attività di docente di Calcolatori Elettronici fino al 1966; lo stesso anno diventa membro dell'IEEE (Institute of Electrical and Electronics Engineers). Nel 1961 rappresenta l'Italia alla I Conferenza Internazionale su Traffico e Trasporti di Washington e l'anno successivo (1962) diventa direttore generale e tecnico presso la CGA un'azienda privata con cui collaborerà fino al 1975.
Negli anni compresi fra il 1967 e il 1972 svolge l'attività di rappresentante del Ministero dei Lavori Pubblici (oggi Ministero delle Infrastrutture e dei Trasporti) presso l'OCSE sui sistemi elettronici di controllo del traffico urbano e autostradale. Nel 1975 inizia l'attività di consulente in previsione tecnologica, ingegneria dei sistemi, campagne di corretta informazione su grandi progetti tecnologici, management e formazione.
Dal 1968 fa ricerche di logica e di teoria dei numeri. Dal 1969 ha Numero di Erdős pari a 6, avendo pubblicato un articolo con Wolf Gross; dal 2011 ha numero di Erdős uguale a 3, dopo aver pubblicato un lavoro con Franco P. Preparata.
Nel 1996 è invitato alle 10 puntate del programma televisivo "Italia mia benché", condotto da Cinzia Tani e Giordano Bruno Guerri, in qualità di laico e uomo di scienza. 
Dal 2014 è Presidente Onorario di BIP - Best Ideas & Projects.
- A Three-valued System of Logic and its Applications to Base 3 digital Circuits - (Proceedings 1st IFIPS Conference, Parigi 1959)
- Distribution of Figures 0 and 1 in Binary Representations of kth Powers of Integers - (con Wolf Gross, Mathematics of Computation, 1968)
- Representations of Powers of Integers in any prime base - (con Franco P. Preparata, in Journal of Number Theory, 2011)

### Divulgazione scientifica
Roberto Vacca, oltre a svolgere l'attività di docente e ricercatore, si è spesso dedicato alla divulgazione scientifica. Ha condotto alcune trasmissioni televisive di divulgazione scientifico-tecnologica tra cui Parole per l'avvenire (trasmesso su Rai 2) ed ha svolto l'attività di consulente per alcune reti televisive, come Rai Educational. Numerose sono anche le apparizioni televisive dove viene spesso invitato in qualità di esperto e "futurologo" a varie trasmissioni; ad esempio nel 2005 ha partecipato a Che tempo che fa di Fabio Fazio e all'Incudine di Claudio Martelli ed è stato invitato in qualità di ospite allo spettacolo di Beppe Grillo tenutosi a Milano e intitolato Beppegrillo.it.
Oltre a questo ha pubblicato (fino al 2011) periodicamente articoli su vari quotidiani nazionali, tra cui: Nòva - IlSole24Ore e riviste di divulgazione scientifica come ad esempio Newton. In queste attività, oltre a trattare temi prettamente scientifici, Vacca sottolinea spesso il ruolo fondamentale che l'insegnamento e la ricerca scientifica hanno per la crescita di un paese e su come queste in Italia siano spesso trascurate e messe in secondo piano rispetto alle altre priorità del paese.
Continua è anche la sua collaborazione con il CICAP e la sua rivista ufficiale Scienza & Paranormale. Già nel 1978 (11 anni prima della nascita del CICAP stesso) firmò assieme ad altri 21 scienziati italiani una dichiarazione in cui si esprimeva preoccupazione per il crescente spazio concesso dai mass media a informazioni pseudoscientifiche su presunti fenomeni paranormali e si proponeva la realizzazione di un comitato in grado di stimolare i mass media stessi a trattare questo tipo di informazione in modo più responsabile.

### Scrittore
Il suo esordio come scrittore di fantascienza e fantapolitica avvenne nel 1963 con il romanzo Il robot e il minotauro, cui fece seguito nel 1965 Esempi di avvenire. È stato uno dei pochissimi scrittori italiani di fantascienza con un'autentica cultura scientifica. Come lo stesso Vacca racconta in alcune interviste, questi romanzi non ebbero molto successo e la notorietà come scrittore arrivò solo nel 1971 con il saggio di tema apocalittico Il medioevo prossimo venturo, considerato un classico della futurologia. 
Nel 1981 dal suo romanzo Greggio e pericoloso, venne realizzata una miniserie, composta da quattro episodi, per la TV con la regia di Enzo Tarquini ed interpretato da Pietro Biondi, Claudio Cassinelli, Vittorio Caprioli, Alessandro Haber e Mara Venier.